# Henry Chilton
Sir Henry Getty Chilton GCMG (15 ottobre 1877 – 20 novembre 1954) è stato un diplomatico britannico, inviato straordinario al Vaticano ed ambasciatore in Cile, Argentina e Spagna durante la guerra civile.

## Carriera
Henry Getty Chilton studiò al Wellington College, una scuola privata del Berkshire e divenne addetto diplomatico (attaché) nel 1902. Lavorò a Vienna, Copenaghen, L'Aia, Bruxelles, Berlino e Washington prima di essere nominato consigliere all'ambasciata inglese di Rio de Janeiro nel 1920 e, dal 1921, a Washington. Nel 1924 fu promosso a legato (minister, nella terminologia dell'epoca) negli Stati Uniti sotto l'ambasciatore Sir Esmé Howard. 
Con lo stesso titolo di legato, Chilton venne poi inviato dal governo britannico al Vaticano dove rimase dal 1928 al 1930. Fu finalmente promosso ambasciatore in Cile tra il 1930 e il 1933, poi in Argentina sino al 1935 ed infine in Spagna tra 1935 e 1939.
A seguito dello scoppio della guerra civile spagnola nel 1936, numerose ambasciate a Madrid, compresa quella inglese, furono trasferite a Hendaye, in territorio francese al confine con la Spagna. Chilton, ammiratore dei nazionalisti, preferì rimanere in Francia invece che tornare a Madrid mentre quest'ultima era ancora sotto controllo repubblicano. Lasciò Hendaye prima del pensionamento nel dicembre 1937. Geoffrey Thompson, segretario all'ambasciata, venne nominato incaricato d'affari al suo posto fino alla scelta di Owen O'Malley; Chilton tornò a Hendaye nel maggio del 1939 di passaggio tornando da Madrid. Fu succeduto come ambasciatore nell'autunno dello stesso anno da Sir Maurice Peterson.
Durante la Seconda Guerra Mondiale Chilton lavorò nello speciale ministero dell'economia di guerra e nel ministero dell'informazione. Fu al fianco di Lord Willingdon in una missione commerciale in Sudamerica tra il 1940 ed il 1941.

## Famiglia
Nel 1906, mentre si trovava a Copenaghen per lavoro, Chilton sposò Katherine O'Brien, figlia dell'ambasciatore americano in Danimarca Thomas James. Ebbero due figlie; Katherine morì nel 1959.

## Onorificenze
Chilton fu nominato CMG (Companion of the Order of St Michael and St George) durante i New Year Honours del 1921, elevato a KCMG (Knight Commander) durante i King's Birthday Honours del 1930 e infine GCMG (Grand Cross) nei New Year Honours del 1934.